# 1551 w polityce

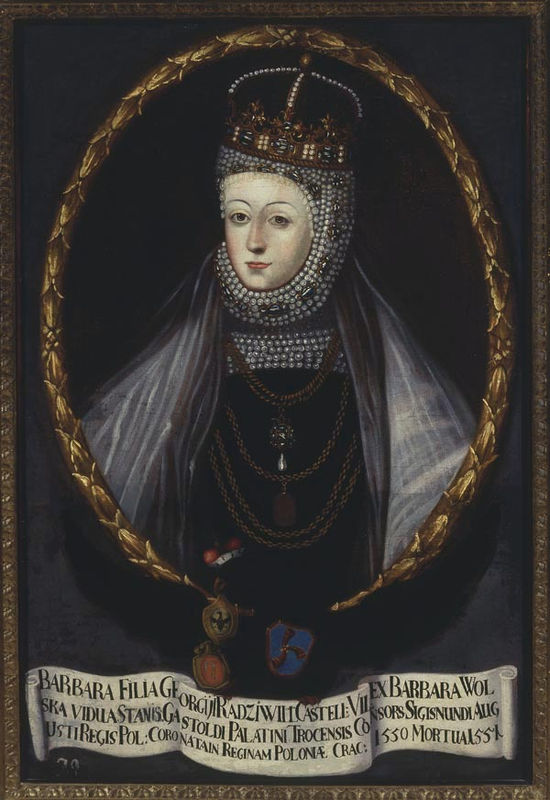
Barbara Radziwiłłówna

Wydarzenia polityczne w 1551 roku.

## Zmarli
- 8 maja Barbara Radziwiłłówna, królowa Polski[1].